# Кидагакаш

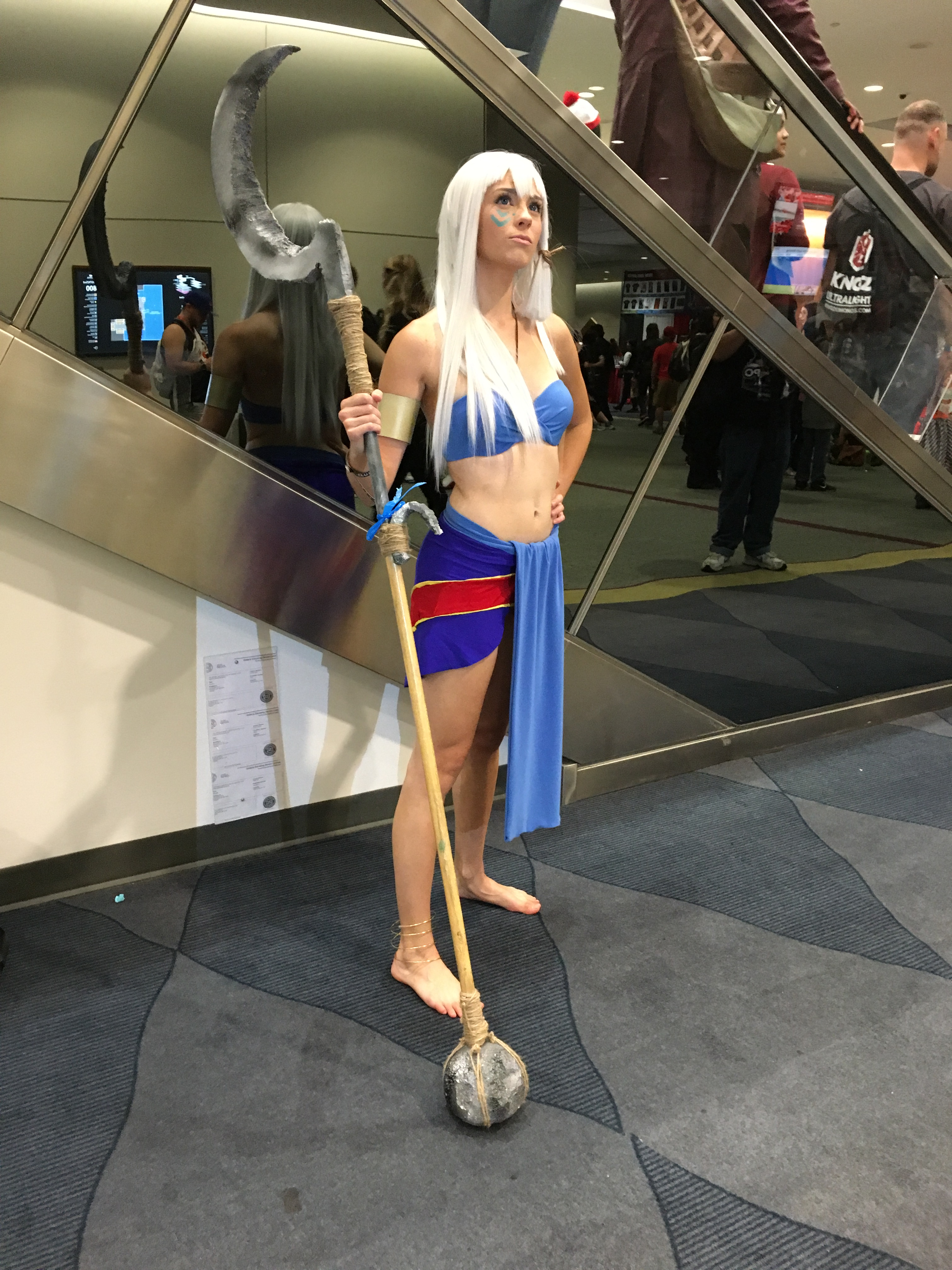
Косплей 2017 года

Кида Гакаш «Кида» Недакх — принцесса (позже королева) Атлантиды, персонаж известного мультфильма Disney «Атлантида: Затерянный мир». Кидагакаш не входит в официальное число так называемых «Принцесс Диснея».

## Описание
Приступая к разработке мультфильма, создатели желали отойти от диснеевских сюжетов, ставших уже стереотипными штампами. На место сказочно-фэнтезийных мотивов был отобран научно-фантастический. Кроме того, сюжетные ходы и персонажи изрядно отличаются от предыдущих работ Диснея. Главный герой Майло предстаёт в образе хоть и умного, но физического слабого человека, в отличие от других протагонистов таких как Аладдин, диснеевские принцы и рыцари. Тщательной проработке подверглись и другие персонажи. Создатель образа Киды отошёл от привычного стереотипа диснеевской принцессы, сделав её почти полной их противоположностью.
Аниматор заострил внимание как на внешнем виде, так и характере героини. По первоначальной задумке, Кида Гакаш должна была предстать бледнокожей и с тёмно-каштановыми волосами. Но вскоре создатели приняли другое решение, придумав новый образ расы атлантов. Сама Кида Гакаш является типичной представительницей своей расы. Как представитель расы атлантов, у неё замедленное старение и намного больший, в сравнение с людьми, продолжительность жизни, превышающий в 300 раз. Так, её биологический возраст — около 9000 лет, однако, учитывая, что атланты стареют в 300 раз медленнее, то ей по людским меркам 30 лет. Вполне возможно, что долголетие было приписано атлантам, дабы отразить на характере Киды катастрофу, унёсшую жизнь её матери.
Имя героини было взято из языка племени Кайова, и означает «Возвышающаяся над тьмой». Голосу Кидагакаш был придан соответствующий акцент атлантийского. Интересно, что Кри Саммер, озвучившая Киду, имеет частично индейское происхождение, как и её собственное имя.
У неё белые волосы, цвет глаз, как и у всех атлантов — синий, под левым глазом имеется татуировка бирюзового цвета. Она второй персонаж, после Покахонтас, которая имеет татуировку. После принятия короны, она меняет татуировку, прибавив ещё одну на лбу и на правую щёку. Впрочем во второй части её новые татуировки куда-то пропадают. По задумке аниматора татуировка в виде точки под глазом означает, то что она потеряла родителя. Однако эта точка присутствует в начале фильма, когда Кида теряет свою мать.
Она темнокожая, но светлее Эсмеральды из мультфильма Горбун из Нотр-Дам и темнее Жасмин. Будучи принцессой, одевалась в открытый топ и короткую юбку, обуви не носила. Став королевой, стала одеваться более консервативно, в соответствии с регалиями. Несмотря на то, что является принцессой, она довольно воинственна, её решительность и боевые качества не раз играли решающую роль. Создатели, изначально, планировали создать образ девы-воительницы, отличающейся от привычного диснеевского стереотипа принцессы в беде. Кида беззаветно предана своему народу, из-за этого она даже конфликтовала со своим отцом. Однако, она не всегда ведёт агрессивно, ей присуща и мягкость, в особенности — в отношениях с её мужем Майло.
Одна из немногих персонажей Диснея, не имеющих животное-спутника, хотя во второй части, у неё всё-таки появляется питомец. Кида — единственная из принцесс Диснея, владеющих более чем одним языком. Как и другие атланты, Кида часто прибегает к силам кристаллов, дающих ей сверхъестественные способности. Так она смогла излечить Майло от раны в начале фильма, а в конце фильма, став носителем божества атлантов, спасла Атлантиду от гибели.
Несмотря на задумку создателей, ряд признаков роднит Киду Гакаш с другими героинями Диснея. Так можно выявить множество сходств с Ариэль. Во-первых, обе являются принцессами подводного королевства в водах Атлантики. Во-вторых, у обеих показана смерть их матерей (в отличие от других принцесс Диснея). Смерть матери Ариэль была показана второй после Киды, по-видимому под влиянием последней. Также, она третья из героинь Диснея, после Ариэль и Жасмин, у которой показан живот. Киду не включили в официальный список принцесс Диснея из-за малого сбора средств, а также из-за того, что она в процессе мультфильма становится королевой. Однако похожая ситуация не помешала включить Эльзу в список принцесс Диснея. Она одна из немногих героинь Диснея, имеющих фамилию.
Как было замечено критиками, мультфильм, как в целом, так и его персонажи частично скопированы с мультфильмов Небесный замок Лапута и Nadia: The Secret of Blue Water. В частности, Кида напоминает героинь этих мультфильмов: Шиту и Надю. Кроме того, её экзотическая внешность схожа с Ороро Монро.

## Появления

### Кинематограф
- Атлантида: Затерянный мир
- Атлантида: Возвращение Майло
- Мышиный дом, в серии Donald Wants to Fly

### Аттракционы
В Диснейленде Кида представлена на различных аттракционах, в частности её играют аниматоры. Впервые аниматор в образе Киды появилась в Диснейленде, когда только фильм вышел в прокат. Она была одета в одежды королевы Атлантиды, а не в облегчённый вариант, в котором она присутствует в большей части мультфильма. Это было связано с опасением критики со стороны родителей детей посещающих Диснейленд.
После двенадцати лет отсутствия на аттракционах, Кида вместе с персонажами-атлантами была представлена в парижском Диснейленде.

### Видео-игры
- Epic Mickey 2: The Power of Two
- Atlantis: The Lost Empire
- Atlantis: The Lost Empire: The Lost Games
- Atlantis The Lost Empire: Search for the Journal
- Atlantis The Lost Empire: Trial by Fire

### Книги и коллекционные издания
Кида была представлена в нескольких изданиях, как книг Диснея, так и коллекционных CD-изданиях.
- Kida and the Crystal, Автор: K. A. Alistir, Издатель: Random House, 2001, ISBN 0-7364-1085-6, 9780736410854
- Disney Theatrical Animated Features, Автор Edited by Paul Muljadi, Издатель Paul Muljadi
- The Animated Movie Guide, Автор Jerry Beck, Издатель Chicago Review Press, 2005, ISBN 1-56976-222-8, 9781569762226
- Журнал The Crisis, ISSN 00111422
- Disney’s Junior Encyclopedia of Animated Characters, Авторы Disney Press, M. L. Dunham, Издатель Disney Press, 2004, ISBN 0-7868-3625-3, 9780786836253
- Welcome to My World, A Random House pictureback book, Atlantis; The Lost Empire, Disney’s Atlantis : The Lost Empire, Pictureback Series, Автор Cynthia Benjamin, Издатель Random House Childrens Books, 2001, ISBN 0-7364-1082-1, 9780736410823
- Atlantis: The Lost Empire Pull-Out Posters and Game Cards, Авторы Random House Disney, Random House Disney Staff, Disney Press, Издатель Random House Children’s Books, 2001, ISBN 0-7364-1133-X, 9780736411332
- Disney’s Atlantis, the lost empire: mark of a princess : Kida’s story, Book & Tattoo, Автор Victoria Saxon, Издатель Random House, 2001, ISBN 0-7364-1168-2, 9780736411684
- Atlantis: The Lost Empire, Grolier Books, 2001, Серия: Disney’s Wonderful World of Reading, ISBN 0-7172-6496-3. Новеллизация мультфильма.
- Atlantis, the lost empire: the junior novelization, Junior Novel Atlantis; The Lost Empire, Авторы Lara Rice Bergen, Tab Murphy, Соавтор Lara Rice Bergen, Издатель: Random House, 2001, ISBN 0-7364-1086-4, 9780736410861